# Santa Teresa del Tuy
Santa Teresa del Tuy è una città del Venezuela nello Stato di Miranda, capoluogo del comune di Independencia.
La città è un sobborgo meridionale della capitale Caracas, posto a circa 65 km a sud-est della stessa.